# 布萊克本座堂
布萊克本座堂（英語：Blackburn Cathedral）是位於英國英格蘭蘭開夏郡城市布萊克本的一座英格蘭聖公會的主教座堂，也是聖公會布萊克本教區的主教座堂。教堂開始修建於1938年，並在1967年竣工。

## 外部連結
- Blackburn Cathedral Website （页面存档备份，存于）
- A church was first recorded on this site in AD596